# Dieta Dukan

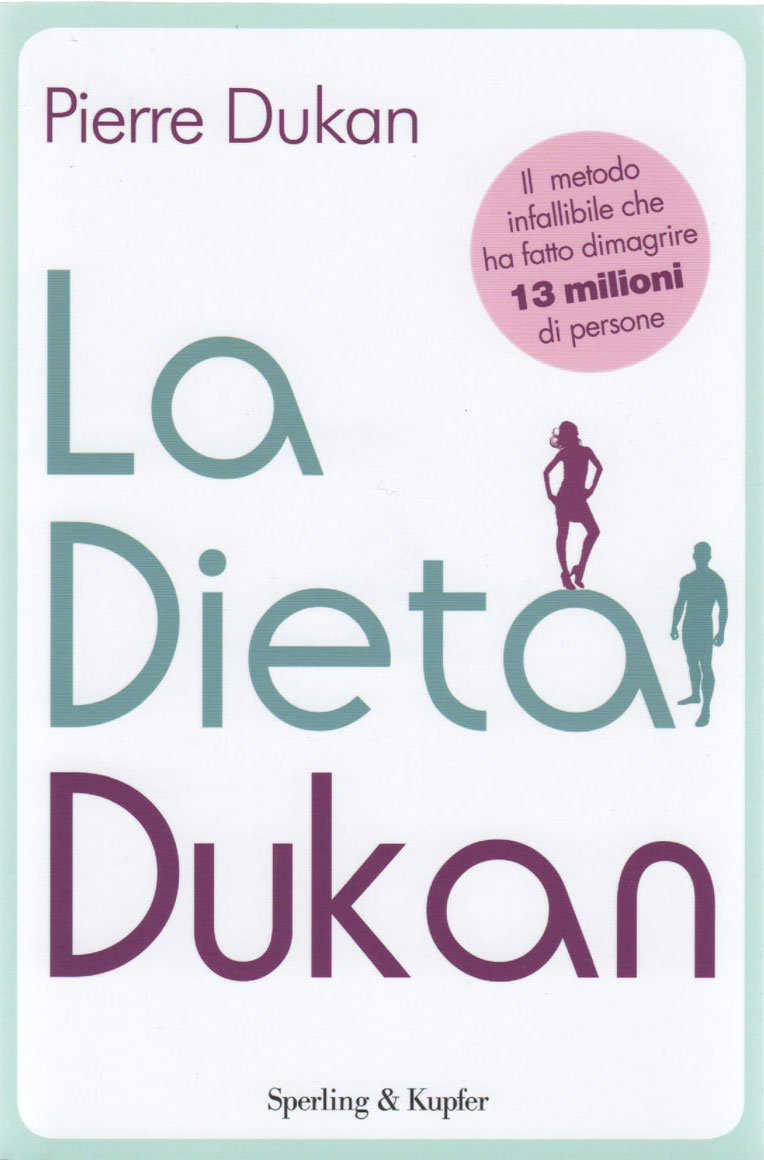
Portada del libro "La Dieta Dukan".

La  dieta Dukan es una dieta basada en la ingesta  principalmente de proteínas y la omisión de los hidratos de carbono, creada por el nutricionista y dietista francés Pierre Dukan. Aunque Dukan promocionó su dieta durante más de 30 años, su popularidad creció a partir del año 2000. Su libro La Dieta Dukan fue un best seller en Francia en 2011, con ventas que alcanzaron los 10 millones de copias a nivel mundial. La Dieta Dukan se publicó en el Reino Unido en mayo de 2010 y en los Estados Unidos en abril de 2011.
La Asociación Española de Dietistas-Nutricionistas considera este método fraudulento, peligroso e ilegal, que no sirve para adelgazar y que supone un riesgo para la salud pública. Por ello, desaconseja a la población el seguimiento de la dieta Dukan e insta a las autoridades sanitarias a proteger a la población de las consecuencias negativas de su difusión, con la finalidad de preservar la salud pública.
La Agencia Francesa para la Seguridad Alimentaria, del Medio Ambiente y Ocupacional (ANSES), la Asociación Francesa de Dietistas-Nutricionistas y la Asociación Británica de Dietética, señalan que la dieta Dukan puede comportar riesgos para la salud pública.
En enero de 2014, Pierre Dukan fue expulsado del colegio de médicos francés.

## Descripción
La dieta Dukan es una dieta con alto contenido de proteínas y baja en carbohidratos.con la intención de inducir a la cetosis, facilitando la oxidación de lípidos para producir glucosa (misma funcionalidad que las dietas actualmente llamadas "keto").
Consta de cuatro fases, en las que no existen restricciones en cuanto a cantidad de alimentos ingeridos.
La fase uno es una dieta estricta de proteínas, con bajo contenido en grasa, cuya duración aproximada es de cinco días. Se basa en la ingesta de 72 alimentos ricos en proteínas y bajos en grasa, tales como aves de corral (pollo, pavo), huevos, pescado y productos lácteos desnatados. No se permite el consumo de verduras ni de carbohidratos, con la excepción de una pequeña cantidad de salvado de avena. Durante las siguientes fases se van introduciendo de manera gradual algunas frutas, verduras y carbohidratos, hasta llegar finalmente a comer todo tipo de alimentos. La fase cuatro se caracteriza porque un día a la semana se ingiere solo proteína, no tiene límite de tiempo y requiere hacer ejercicio regular.

### Aspectos positivos
La pérdida de peso inicial es rápida, lo que resulta motivador. No es preciso pesar los alimentos ni contar las calorías; los alimentos son bajos en grasa y sal, y altos en proteínas; y no se restringen las cantidades durante las dos primeras semanas.

### Aspectos negativos
Es una dieta nutricionalmente desequilibrada, supone un riesgo para la salud y no es eficaz para controlar la obesidad a largo plazo. Asimismo, puesto que al comienzo de la dieta se restringen los alimentos que contienen fibra alimentaria, puede provocar estreñimiento. Otros efectos secundarios adversos que pueden aparecer durante las primeras etapas de la dieta incluyen mal aliento, sequedad de boca, cansancio, mareos, insomnio y náuseas, entre otros.

## Posturas oficiales

### Asociación Española de Dietistas-Nutricionistas

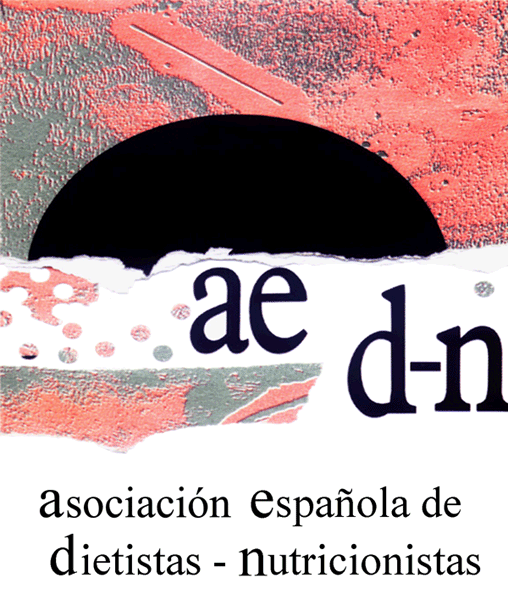
La Asociación Española de Dietistas Nutricionistas (AEDN) fue constituida en el año 1988 y el 2 de marzo de 2012 se transforma en la Fundación Española de Dietistas-Nutricionistas (FEDN).

La Asociación Española de Dietistas-Nutricionistas considera este método fraudulento y peligroso:

El Grupo de Revisión, Estudio y Posicionamiento de la Asociación Española de Dietistas-Nutricionistas (GREP-AEDN, voz científica de la Asociación), desaconseja encarecidamente el “método” o “dieta” propuesto por el Sr. Dukan, tal y como se detalla en el apartado “Postura del GREP-AEDN”, por ser ineficaz, fraudulento y potencialmente peligroso.

Esta postura se basa en seis consideraciones principales:
1. Carece de fundamento científico.
2. Encaja en las caracterísiticas de las dietas fraudulentas.
3. Contiene afirmaciones ilegales.
4. Atribuye erróneamente una capacidad adelgazante a las proteínas dietéticas.
5. Se contradice con los consensos de expertos en obesidad.
6. Su seguimiento implica riesgos potenciales para la salud.

### Otras
El Ministerio de Sanidad de España también desaprueba esta dieta por sus graves riesgos para la salud, y su escasa efectividad para el tratamiento a largo plazo de una enfermedad crónica, como es la obesidad.
La Asociación Francesa de Dietistas-Nutricionistas considera que la dieta Dukan comporta “graves riesgos para la salud”. En enero de 2014 Pierre Dukan fue expulsado del colegio de médicos francés por obtener beneficio comercial con dicha dieta.
La Asociación Británica de Dietética también señala que esta “dieta” es insostenible, nutricionalmente desequilibrada, supone un riesgo para la salud y provoca confusión en las personas que la siguen.